# Vesa Ylinen
Vesa Ylinen (ur. 27 lipca 1965 w Seinäjoki) – fiński żużlowiec.

## Życiorys
Ośmiokrotny medalista indywidualnych mistrzostw Finlandii: pięciokrotnie złoty (1991, 1992, 1995, 1996, 1998), srebrny (1987) oraz dwukrotnie brązowy (1988, 1999). Dziewięciokrotny medalista mistrzostw Finlandii par klubowych: sześciokrotnie złoty (1990, 1991, 1992, 1993, 1998, 1999) oraz trzykrotnie srebrny (1988, 1989, 1995). Siedmiokrotny medalista drużynowych mistrzostw Finlandii: trzykrotnie złoty (1995, 1998, 1999) oraz czterokrotnie srebrny (1984, 1985, 1989, 1991).
Wielokrotny reprezentant Finlandii w eliminacjach drużynowych mistrzostw świata, mistrzostw świata par oraz indywidualnych mistrzostw świata. Finalista indywidualnego Pucharu Mistrzów (Tampere 1993 – VIII miejsce).
W 1991 r. reprezentował w lidze polskiej barw klubu Apator Toruń, zdobywając brązowy medal drużynowych mistrzostw Polski. Dla toruńskiej drużyny odjechał jednak tylko jeden bieg - był to jego jedyny występ w polskich ligach na przestrzeni całej kariery. W lidze brytyjskiej reprezentował kluby Edinburgh Monarchs (1993–1994), Belle Vue Aces (1995) oraz Scottish Monarchs (1996).

## Przynależność klubowa
Finlandia
- Kotkat Seinäjoki (1984–1985)
- Kotkat Seinäjoki (1989)
- Paholaiset Pori (1990–1991)
- Paholaiset Pori (1994)
- Kotkat Seinäjoki (1995–1996)
- Kotkat Seinäjoki (1998–1999)

Szwecja
- Gamarna Sztokholm (1987)
- Griparna Nyköping (1988–1991)
- Rospiggarna Hallstavik (1992–1993)
- Smederna Eskilstuna (1995)

Polska
- Apator Toruń (1991)

Wielka Brytania
- Edinburgh Monarchs (1993–1994)
- Belle Vue Aces (1995)
- Scottish Monarchs (1996)